# ماسیلا لوشا
ماسیلا لوشا (به انگلیسی: Masiela Lusha) (زاده ۲۳ اکتبر ۱۹۸۵) نویسنده، بازیگر، ترانه‌سرا و انسان‌دوست آمریکای است. که شهرتش را پس از بازی در برنامه جورج لوپز بدست آورد.
وی دوران کودکی خود را عمدتاً در آلبانی، مجارستان و اتریش گذرانده و سپس در سال ۱۹۹۳ به میشیگان نقل مکان کرده است.
تجربه‌های شخصی وی الهام بخش شور و شوق برای کارهای بشر دوستانه او است. لوشا در سال ۲۰۰۶ بنیاد غیر انتفاعی، کودکان جهانی را تأسیس کرد و همچنین ۱۰ هکتار زمین برای امور خیریه در کالیفرنیای جنوبی اهدا کرد.